# Bangladeschische Cricket-Nationalmannschaft in England in der Saison 2005
Die Tour der bangladeschischen Cricket-Nationalmannschaft nach England in der Saison 2005 fand vom 26. Mai bis zum 5. Juni 2005 statt. Die internationale Cricket-Tour war Bestandteil der Internationalen Cricket-Saison 2005 und umfasste zwei Tests. England gewann die Test-Serie 2–0.

## Vorgeschichte
Für beide Teams war es die erste Tour der Saison. Das letzte Aufeinandertreffen der beiden Mannschaften bei einer Tour fand in der Saison 2003/04 in Bangladesch statt.

## Stadien
Die folgenden Stadien wurden für die Tour als Austragungsort vorgesehen und am 23. Juni 2004 bekanntgegeben.
| Stadion               | Stadt             | Kapazität | Spiele  |
| --------------------- | ----------------- | --------- | ------- |
| Emirates Durham       | Chester-le-Street | 17.000    | 2. Test |
| Lord’s Cricket Ground | London            | 30.000    | 1. Test |

## Kaderlisten
Bangladesch benannte seinen Kader am 30. März 2005.
England benannte seinen Kader am 15. Mai 2005.
| Test | Test |
| England | Bangladesch |
| --- | --- |
| - Michael Vaughan (K) - Gareth Batty - Ian Bell - Andrew Flintoff - Stephen Harmison - Matthew Hoggard - Geraint Jones (wk) - Simon Jones - Andrew Strauss - Graham Thorpe - Marcus Trescothick | - Habibul Bashar (K) - Aftab Ahmed - Anwar Hossain - Javed Omar - Khaled Mashud wk - Mashrafe Mortaza - Mohammad Ashraful - Mohammad Rafique - Mushfiqur Rahim - Nafees Iqbal - Shahadat Hossain - Tapash Baisya |

## Tour Matches
| 10. – 12. Mai Scorecard | Cambridge | Bangladeshis 381 (109.1) & 246-4d (64) | – | British Universities 238 (67.5) |
|                         |           | Remis                                  |   |                                 |

| 15. – 17. Mai Scorecard | Hove | Sussex 549-7d (116.5) & 196 (63.2)            | – | Bangladeshis 127 (47) |
|                         |      | Sussex gewinnt mit einem Innings und 226 Runs |   |                       |

| 20. – 22. Mai Scorecard | Northampton | Northamptonshire 230-6d (49) | – | Pakistan 309-7d (70) |
|                         |             | Remis                        |   |                      |

## Tests

### Erster Test in London
| 26. – 28. Mai Scorecard | London (Lord’s) | Bangladesch 108 (38.2) & 159 (39.5)            | – | England 528-3d (112) |
|                         |                 | England gewinnt mit einem Innings und 261 Runs |   |                      |

### Zweiter Test in Chester-le-Street
| 3. – 5. Juni Scorecard | Chester-le-Street | Bangladesch 104 (39.5) & 316 (72.5)           | – | England 447-3d (78) |
|                        |                   | England gewinnt mit einem Innings und 27 Runs |   |                     |

## Statistiken
Die folgenden Cricketstatistiken wurden bei dieser Tour erzielt.
| Tests              | Tests       | Tests   | Tests   | Tests   | Tests   | Tests   | Tests   | Tests   |
| Batting            | Batting     | Batting | Batting | Batting | Batting | Batting | Batting | Batting |
| Spieler            | Mannschaft  | Spiele  | Innings | Runs    | Average | HS      | 100s    | 50s     |
| ------------------ | ----------- | ------- | ------- | ------- | ------- | ------- | ------- | ------- |
| Marcus Trescothick | England     | 2       | 2       | 345     | 172,50  | 194     | 2       | 0       |
| Ian Bell           | England     | 2       | 2       | 227     |         | 162*    | 1       | 1       |
| Michael Vaughan    | England     | 2       | 2       | 164     | 82,00   | 120     | 1       | 0       |
| Javed Omar         | Bangladesch | 2       | 4       | 155     | 38,75   | 71      | 0       | 1       |
| Aftab Ahmed        | Bangladesch | 2       | 4       | 140     | 46,66   | 82*     | 0       | 1       |
| Bowling            |             |         |         |         |         |         |         |         |
| Spieler            | Mannschaft  | Spiele  | Overs   | Wickets | Average | BBI     | 5W      | 10W     |
| Matthew Hoggard    | England     | 2       | 50.1    | 14      | 12,92   | 5/73    | 1       | 0       |
| Steve Harmison     | England     | 2       | 53.5    | 10      | 20,10   | 5/38    | 1       | 0       |
| Andrew Flintoff    | England     | 2       | 36.5    | 9       | 15,33   | 3/44    | 0       | 0       |
| Simon Jones        | England     | 2       | 35      | 5       | 21,60   | 3/29    | 0       | 0       |
| Mashrafe Mortaza   | Bangladesch | 2       | 51      | 4       | 49,50   | 2/91    | 0       | 0       |

## Player of the Series
Als Player of the Series wurden die folgenden Spieler ausgezeichnet.
| Serie | Player of the Series          |
| ----- | ----------------------------- |
| Test  | Javed Omar Marcus Trescothick |

### Player of the Match
Als Player of the Match wurden die folgenden Spieler ausgezeichnet.
| Spiel   | Player of the Match |
| ------- | ------------------- |
| 1. Test | Marcus Trescothick  |
| 2. Test | Matthew Hoggard     |